# Huppy
Huppy là một xã ở tỉnh Somme, vùng Hauts-de-France, Pháp.

## Địa lý
Thị trấn này tọa lạc tại giao lộ của các đường D25 và đường D13, khoảng 7 dặm Anh về phía nam tây nam của Abbeville. Vùng này có độ cao trung bình 98 m trên mực nước biển trên một khu vực đá vôi của vùng cũ Vimeư.

## Địa điểm nổi bật
- Lâu đài. Trong đệ nhị thế chiến đã được Charles de Gaulle, một sĩ quan vào lúc đó đã chỉ huy trong trận Abbeville (28 – 31 tháng 5).

## Dân số
| 1921                                                           | 1926 | 1931 | 1936 | 1946 | 1954 | 1962 | 1968 | 1975 | 1982 | 1990 | 1999 |
| -------------------------------------------------------------- | ---- | ---- | ---- | ---- | ---- | ---- | ---- | ---- | ---- | ---- | ---- |
| 774                                                            | 754  | 740  | 701  | 608  | 600  | 614  | 631  | 579  | 592  | 590  | 694  |
| Số liệu điều tra dân số từ năm 1962, dân số không tính hai lần |      |      |      |      |      |      |      |      |      |      |      |